# Ningde
Ningde är en stad på prefekturnivå i norra delen av provinsen Fujian i Kina. Den ligger omkring 110 kilometer norr om provinshuvudstaden Fuzhou.

## Språk och kultur
Tillsammans med den intilliggande staden Fuzhou betraktas Ningde som centrum för det språkliga och kulturella området östliga Fujian, även känt som Mindong på kinesiska.

## Administrativ indelning
Prefekturen Ningde omfattar en yta som är något mindre än Hälsingland. Ningde är organiserat i ett stadsdistrikt, som utgör den centrala delen av Ningde, två städer på häradsnivå och sex härad som omfattar den omgivande landsbygden.
Stadsdistrikt:
- Jiaocheng (蕉城区)

Städer på häradsnivå
- Fu'an (福安市)
- Fuding (福鼎市)

Härad:
- Gutian (古田县)
- Pingnan (屏南县)
- Shouning (寿宁县)
- Xiapu (霞蒲县)
- Zherong (柘荣县)
- Zhouning (周宁县)

| Ningde                                                                |
| --------------------------------------------------------------------- |
| Jiaocheng Xiapu Gutian Pingnan Shouning Zhouning Zherong Fu'an Fuding |

## Klimat
Genomsnittlig årsnederbörd är 2 105 millimeter. Den regnigaste månaden är augusti, med i genomsnitt 322 mm nederbörd, och den torraste är oktober, med 52 mm nederbörd.